# Frits Bernard
Frits Bernard, född 28 augusti 1920 i Rotterdam, död 23 maj 2006, var en holländsk psykolog och sexolog. Främst arbetade han med pedofilifrågan, ett kontroversiellt ämne som han skrev ett flertal vetenskapliga arbeten om. Han grundade Enclave Kring, den första holländska föreningen som ägnade sig åt studier och försvar av pedofili.

## Biografi
Bernard föddes i Rotterdam och gick i den internationella tyska skolan i Barcelona där han fick lära sig katalanska, spanska, franska och engelska. Strax före andra världskriget återvände han till Nederländerna och studerade psykologi vid Universiteit van Amsterdam. Han doktorerade vid Radboud Universiteit Nijmegen. En av hans vänner under dessa år var författaren och poeten John Hanlo.
På 1970-talet initierades pedofilforskningen och aktivismen i Holland av Bernard och andra. Deras forskning och aktivism fick ett visst genomslag i den allmänna debatten, både i Nederländerna och på andra håll i Europa och Amerika. 
År 1987 medverkade Bernard som gäst i NBC-programmet The Phil Donahue Show (som sänds i över 250 kanaler i USA och Kanada), där han redovisade sin syn på pedofili.